# Nehemiah Grew
Nehemiah Grew (Warwickshire, 26 de setembro de 1641 — 25 de março de 1712) foi um médico e botânico britânico. Foi um especialista em fisiologia e anatomia dos vegetais.

## Biografia
Era filho único do eclesiástico britânico Obadiah Grew (1607-1688).

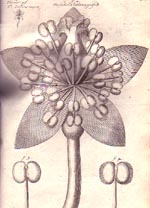
Ilustração de Anatomy of plants

Grew diplomou-se no Pembroke College de Cambridge em 1661. Em 1671 recebeu o grau de doutor em medicina na Universidade de Leiden com a tese Disputatio medico-physica de liquore nervoso. Começou a estudar a anatomia dos vegetais em 1664 e, em 1670, através da mediação do bispo John Wilkins (1614-1672) apresentou junto a Royal Society uma memória com o título The Anatomy of Vegetables begun, trabalho que lhe valeu tornar-se membro desta sociedade no ano seguinte. Publicou o trabalho em 1672, mesmo ano em que passou a residir em Londres, onde adquiriu uma grande reputação como médico.
Em 1673, publicou Idea of a Phytological History, formado por uma série de documentos que havia apresentado à Royal Society no ano anterior. Em 1677, sucedeu Henry Oldenburg (1618-1677) como secretário da sociedade. Editou em 1678-1679 Philosophical Transactions e, em 1681, um catálogo das raridades conservadas Gresham College sob o título de Musaeum Regalis Societatis. Grew foi um dos primeiros a colocar em dúvida a presença dos morcegos no grupo dos pássaros; para ele, o morcego seria uma criatura intermediária entre os pássaros e os mamíferos. Foi também o primeiro a propor um catálogo de uma coleção de ovos de pássaros.
Em 1682 publicou sua obra mais importante, Anatomy of Plants, que era uma coleção dos seus antigos escritos. A obra foi dividida em quatro volumes intitulados Anatomy of Vegetables begun, Anatomy of Roots, Anatomy of Trunks e Anatomy of Leaves, Flowers, Fruits and Seeds com 82 ilustrações. O Anatomy foi especialmente notável pelas suas descrições sobre a estrutura das plantas. Descreveu quase todas as diferenças chaves da morfologia da haste e da raiz, mostrando que as flores das Asteraceae são construídas de unidades múltiplas, e deduziu corretamente que os estames são órgãos masculinos.
Entre suas outras publicações estão incluídas Seawater made Fresh (1684), Nature and Use of the Salt contained in Epsom and such other Waters (1697), Tractatus de salis (1693), e Cosmologia Sacra (1701).
Linné nomeou o gênero de árvores Grewia em sua homenagem. Linné também manteve numerosas denominações latinas que Grew propôs nas suas obras.
Muitos dos seus arquivos estão conservados no Pembroke College de Cambridge, onde existe também uma representação imponente sobre cristal de uma página de seu trabalho na biblioteca da universidade.
Grew é também considerado como um dos pioneiros da dactiloscopia. Foi o primeiro a descrever as bordas, elevações (papilas), sulcos e poros existentes nas superfícies das mãos e dos pés. Em 1684, publicou desenhos exatos dos padrões dos dedos.